# Harlington Shereni
Harlington Shereni (Chiredzi, 6 de julho de 1975) é um ex-futebolista profissional zimbabuano que atuava como defensor.

## Carreira
Harlington Shereni representou o elenco da Seleção Zimbabuense de Futebol no Campeonato Africano das Nações de 2004.